# Nikuradse-Prandtls formel
Nikuradse-Prandtls formel gäller vid turbulent strömning under hydrauliskt råa förhållanden. Formeln är namngiven efter Johann Nikuradse och Ludwig Prandtl.
{\displaystyle q_{NP}=2\cdot A\cdot {\sqrt {8\cdot g\cdot R_{h}\cdot I}}\cdot log_{10}\left({\dfrac {4\cdot c_{NP}\cdot R_{h}}{k_{e}}}\right)} Allmän formel
{\displaystyle q_{NP}={\dfrac {\pi \cdot {\sqrt {2\cdot g\cdot d^{5}\cdot I}}}{2}}\cdot log_{10}\left({\dfrac {c_{NP}\cdot d}{k_{e}}}\right)} För cirkulärt fullgående rör
där
qNP = Flöde (m3)
A = Våt tvärsnittsarea (m²)
g = Tyngdacceleration (m/s2)
Rh = Hydraulisk radie (m)
I = Fall (-)
cNP Empirisk konstant (3,71)
Ke = Ekvivalent sandråhet (m)
π = Matematisk konstant (3,14159...)
d = Innerdiameter (m)

## Friktionstal
Nikuradse-Prandtls formel kan även användas för att beräkna friktionstalet i Darcy-Weisbachs ekvation, varpå formeln får följande utseende:
{\displaystyle \lambda _{NP}={\dfrac {1}{4\cdot \left(log_{10}\left({\dfrac {4\cdot c_{NP}\cdot R_{h}}{k_{e}}}\right)\right)^{2}}}} Allmän formel
{\displaystyle \lambda _{NP}={\dfrac {1}{4\cdot \left(log_{10}\left({\dfrac {c_{NP}\cdot d}{k_{e}}}\right)\right)^{2}}}} För cirkulärt fullgående ledningar
{\displaystyle {\dfrac {1}{\sqrt {\lambda _{NP}}}}=2\cdot log_{10}\left({\dfrac {4\cdot c_{NP}\cdot R_{h}}{k_{e}}}\right)} Allmän formel
{\displaystyle {\dfrac {1}{\sqrt {\lambda _{NP}}}}=2\cdot log_{10}\left({\dfrac {c_{NP}\cdot d}{k_{e}}}\right)} För cirkulärt fullgående ledningar
där
λNP = Friktionstal (-)
cNP = Empirisk konstant (3,71)
Rh = Hydraulisk radie (m)  
ke = Ekvivalent sandråhet (m)
d = Innerdiameter (m)